# Mammillaria bocasana
Mammillaria bocasana Poselg., es una especie fanerógama perteneciente a la familia Cactaceae. Es endémica de San Luis Potosí, Zacatecas en México donde crece sobre suaves colinas de roca caliza.

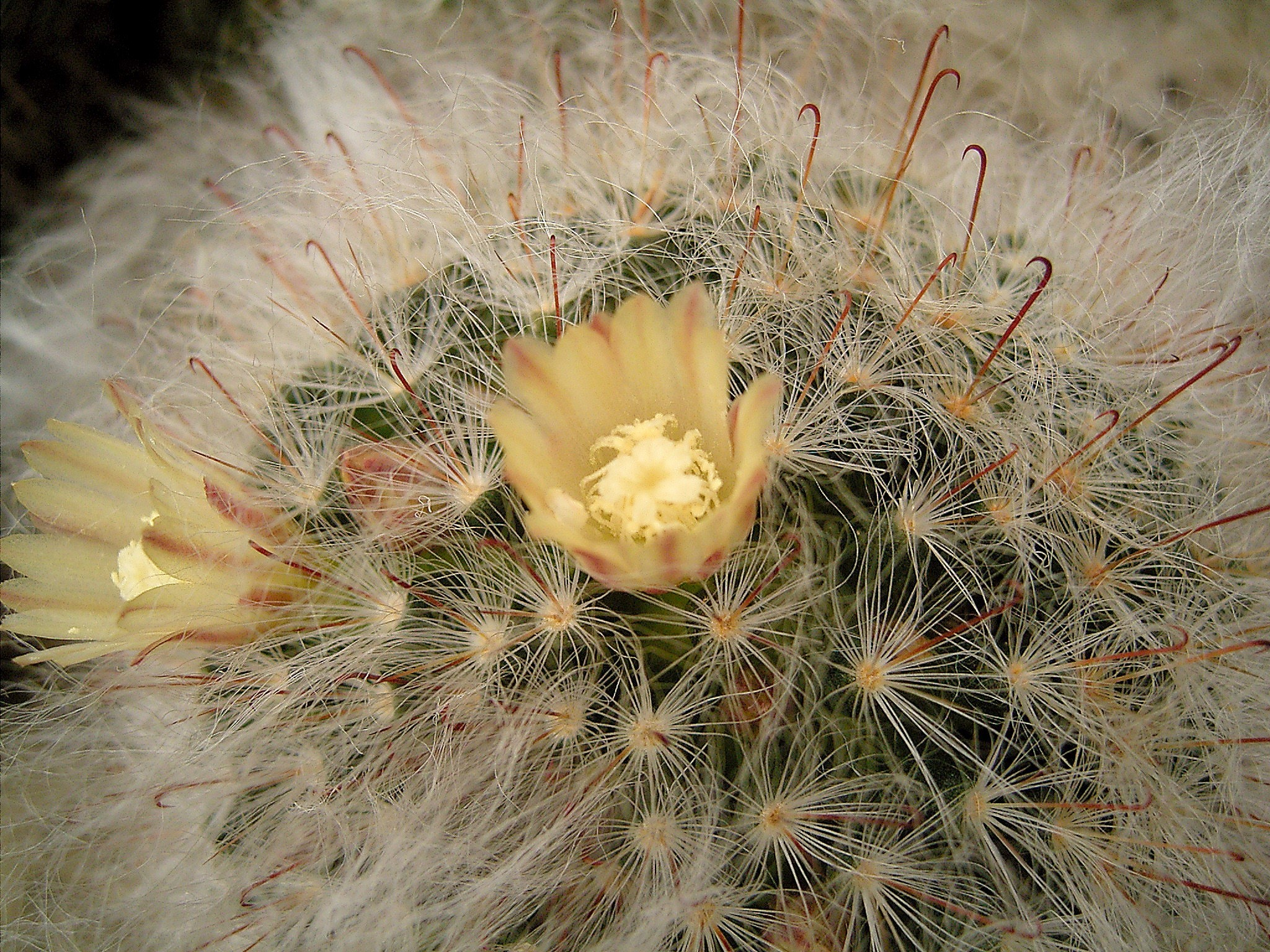

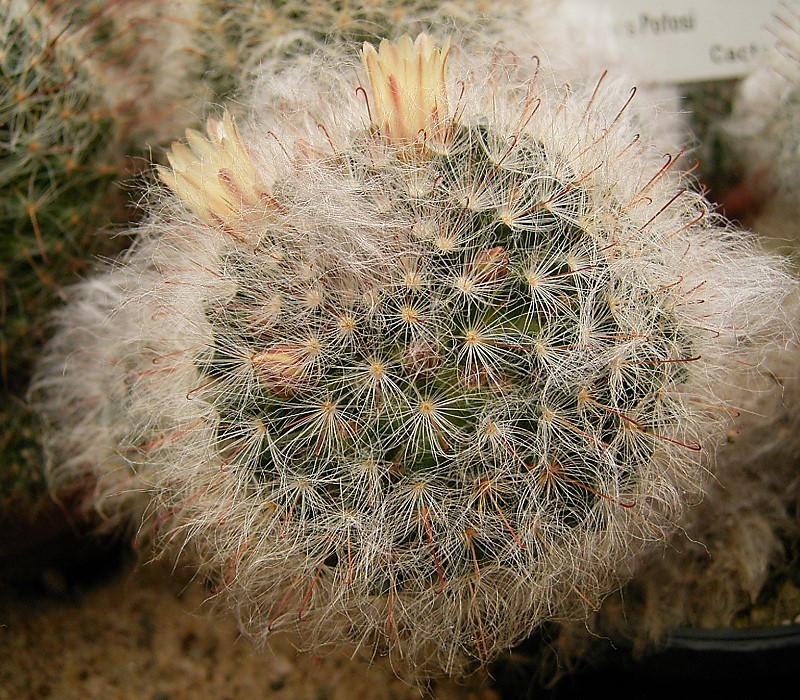

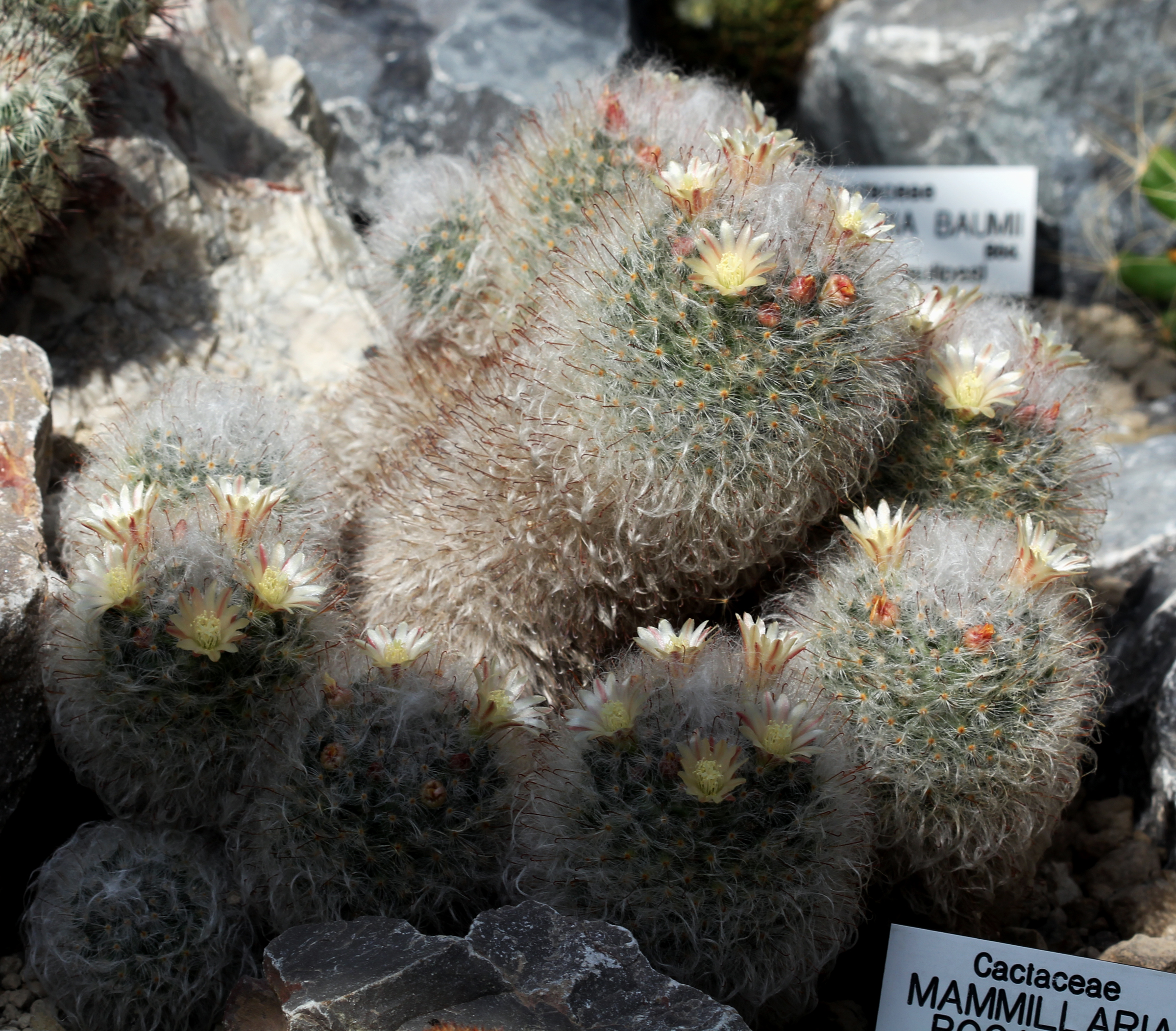
Prague Botanical garden

## Descripción
Con esta especie se inician muchas colecciones por su aspecto elegante y su facilidad de cultivo. El rasgo que despierta más admiración es el tallo, globoso de 5 cm de diámetro, adornado con delgadas espinas que parecen cabellos, en forma de gancho.
De la areola brotan espinas radiales y 1 o 2 espinas centrales de color marrón  rojizo y ganchudas por la punta. Las flores son de color amarillo claro con una raya central roja y brotan con regularidad cada verano. Cuando madura, la planta forma grupos realmente impresionantes.   

## Cultivo
Es una especie que pueden cultivar incluso las personas que carecen por completo de experiencia cultivando cactus y simplemente se sienten interesadas por ellos. Se propaga  con tanta facilidad como se cultiva pero necesita pasar frío durante el invierno, hasta cierto punto. Puede propagarse a partir de retoños, pero hay que dejar que las superficies cortadas se sequen antes de introducirlas en el sustrato.  

## Taxonomía
Mammillaria bocasana fue descrita por Heinrich Poselger y publicado en Allgemeine Gartenzeitung 21(12): 94, en el año 1853.
Sinonimia
- Chilita bocasana
- Ebnerella bocasana
- Cactus eschauzieri
- Neomammillaria eschauzieri
- Mammillaria eschauzieri
- Chilita eschauzieri
- Mammillaria kunzeana
- Chilita kunzeana
- Ebnerella kunzeana
- Mammillaria hirsuta
- Chilita hirsuta
- Neomammillaria longicoma
- Mammillaria longicoma
- Ebnerella longicoma
- Mammillaria knebeliana
- Ebnerella knebeliana
- Chilita knebeliana
- Mammillaria haehneliana
- Ebnerella haehneliana

1. ↑  Mammillaria bocasana en Trópicos
2. ↑  Mammillaria bocasana en PlantList
3. ↑  Mammillaria bocasana en Cactiguide